# Mielecko-Kolbuszowsko-Głogowski Obszar Chronionego Krajobrazu
Mielecko-Kolbuszowsko-Głogowski Obszar Chronionego Krajobrazu – obszar chronionego krajobrazu położony w północno-zachodniej części województwa podkarpackiego. Zajmuje powierzchnię 49 706 ha.

## Historia i status prawny
Obszar chronionego krajobrazu (OChK) został utworzony na mocy Rozporządzenia Nr 35 Wojewody Rzeszowskiego z dnia 14 lipca 1992 r. w sprawie zasad zagospodarowania obszarów chronionego krajobrazu na terenie województwa rzeszowskiego. Po reformie administracyjnej w 1999 roku znalazł się w granicach województwa podkarpackiego. Ochrona obszaru została podtrzymana Rozporządzeniem Nr 79/05 Wojewody Podkarpackiego z dnia 31 października 2005 r. (zmienionym w roku 2005 i 2010). Aktualnie obowiązującym aktem prawnym jest Uchwała Nr XXXIX/785/13 Sejmiku Województwa Podkarpackiego z dnia 28 października 2013 r. (zmieniona w 2016 i 2017 roku).

## Położenie
Obszar znajduje się na terenie gmin: Cmolas, Kolbuszowa, Niwiska (powiat kolbuszowski), Mielec, Przecław, Tuszów Narodowy (powiat mielecki),  Ostrów, Sędziszów Małopolski (powiat ropczycko-sędziszowski) oraz Głogów Małopolski i Świlcza (powiat rzeszowski).

## Charakterystyka
Dominuje krajobraz leśno-rolniczy. Ponad połowę obszaru pokrywają lasy, które stanowią pozostałość dawnej Puszczy Sandomierskiej. Obszar charakteryzuje się dużą różnorodnością środowisk – od piaszczystych wydm do bagien, torfowisk i wód. Występują tu takie zbiorowiska roślinne jak: bory sosnowe i mieszane, lasy mieszane, olsy, łęgi, kwaśne łąki, szuwary oczeretowe i mannowe, zbiorowiska wydmowe, ziołoroślowe, trzęślicowe, łąki ostrożeniowe i rajgrasowe.
Spośród roślin chronionych występują tu m.in.: rosiczka okrągłolistna, długosz królewski, grzybienie białe, gnidosz rozesłany. Z ciekawszych ssaków i ptaków występują tu m.in.: łoś, bóbr europejski, wilk, czapla biała oraz bocian czarny.

## Formy ochrony przyrody
Na terenie OChK znajduje się 5 rezerwatów przyrody: Buczyna w Cyrance na Płaskowyżu Kolbuszowskim, Jaźwiana Góra, Końskie Błota, Pateraki i Zabłocie.
Część OChK pokrywa się z obszarami sieci Natura 2000: „Puszcza Sandomierska” PLB180005 i „Dolna Wisłoka z dopływami” PLH180053.

## Nadzór
Nadzór nad OChK sprawuje Marszałek Województwa Podkarpackiego.